# Беназиза, Мохаммед
Мохаммед Беназиза (фр. Mohammed Benaziza; 1959 год, Французский Алжир  — 4 октября 1992) — профессиональный французский культурист алжирского происхождения. Имя иногда сокращенно пишется как Момо Беназиза.

## Победитель конкурсов
- «Ночь чемпионов 1990» — 1, где Момо обошёл Дориан Ятса, занявшего второе место.
- Гран-При Франции 1990 — 1,
- Гран-При Финляндии 1990 — 1,
- Гран-При Италии 1990 — 1,
- Гран-При Германии 1990 — 1,
- Гран-При Англии 1990 — 1,
- Гран-При Италии 1992 — 1,
- Гран-При Голландии 1992 — 1.

## Смерть
Момо Беназиза умер в гостиничном номере в Голландии через несколько часов после победы на Гран-При Голландия 92-года. Существует множество версий причин его смерти: наследственное (передаваемое генетически) заболевание крови (официальная версия, поддерживаемая IFBB), передозировка или неправильное применение диуретиков, инсулиновый шок, сердечное заболевание, спровоцированное анаболиками и т. п.

### История выступлений
Соревнование Место
- Гран-При Голландии 1992 1
- Мистер Олимпия 1992 5
- Питсбург Про 1992 7
- Арнольд Классик 1992 2
- Гран-При Англии 1992 4
- Гран-При Германии 1992 2
- Гран-При Италии 1992 1
- Арнольд Классик 1991 11
- Айронмен Про 1991 9
- Ночь чемпионов 1990 1
- Гран-При Англии 1990 1
- Гран-При Германии 1990 1
- Гран-При Голландии 1990 2
- Гран-При Италии 1990 1
- Гран-При Финляндии 1990 1
- Гран-При Франции 1990 1
- Мистер Олимпия 1990 дисквалифицирован
- Гран-При Германии 1989 3
- Гран-При Голландии 1989 2
- Гран-При Испании 1989 4
- Гран-При Испании 1989 4
- Гран-При Финляндии 1989 3
- Гран-При Франции 1989 4
- Гран-При Швеции 1989 5
- Мистер Олимпия 1989 5
- Мистер Олимпия 1988 11
- Гран-При Франции 1988 8
- Чемпионат Мира любительский 1987 1 в категории Легкий вес